# 46a edició de les Diosas de Plata
La 46a entrega de les Diosas de Plata es va dur a terme el 25 d'abril de 2017 al Teatro Metropólitan de Ciutat de Mèxic. En aquesta edició PECIME A.C. va retre homenatge a José José i als 59 anys de trajectòria de César Costa.A més, es va entregar la Diosa de Plata Especial "Francisco Pina" al documental "Llévate mis amores" i una Diosa de Plata Especial al cineasta David Pablos, per la pel·lícula de denúncia "Las elegidas".

## Guanyadors i nominats
Nota: Els guanyadors estan llistats primer i destacats en negreta. ⭐
| Millor pel·lícula - La delgada línea amarilla ⭐ - Desierto - Jirón de niebla - Rumbos paralelos - Sabrás que hacer conmigo - Sushi a la mexicana | Millor direcció "Emilio Fernández" - Jonás Cuarón per Desierto ⭐ - Julio Cesar Estradaper Jirón de niebla - Rafael Montero per Rumbos paralelos - Katina Medina Mora per Sabrás que hacer conmigo - Anthony Lucero per Sushi a la mexicana |
| Millor actor - José Ángel Bichir per Jirón de niebla ⭐ - Demián Bichir per 7:19. La hora del temblor - Héctor Bonilla per 7:19. La hora del temblor - Arath de la Torre per Busco novio para mi mujer - Gael García Bernal per Desierto - Flavio Medina per Estar o no estar> - Damián Alcázar per La delgada línea amarilla | Millor actriu María Félix - Iliana Fox per Rumbos paralelos ⭐ - Karla Souza per ¿Qué culpa tiene el niño? - Aislinn Derbez per Estar o no estar - María Rojo per Jirón de niebla - Ana Claudia Talancón per Paraíso perdido - Ludwika Paleta per Rumbos paralelos - Ilse Salas per Sabrás que hacer conmigo - Bárbara Mori per Treintona soltera y fantástica |
| Millor coactuació masculina - Silverio Palacios per La delgada línea amarilla ⭐ - Jesús Ochoa per Busco novio para mi mujer - Francisco Barreiro per El comienzo del tiempo - Joaquín Cosío per La delgada línea amarilla - Andrés Almeida per Paraíso perdido - Rodrigo Duarte per Sushi a la mexicana                      | Millor coactuació femenina Silvia Derbez - Tiaré Scanda per Estar o no estar ⭐ - Alondra Hidalgo per Desierto - Arcelia Ramírez per Jirón de niebla - Marimar Vega per Treintona soltera y fantástica |
| Millor revelació masculina - Ricardo Abarca per ¿Qué culpa tiene el niño? ⭐ - Yago Muñoz per Busco novio para mi mujer - Francisco de la Fuente per El alien y yo - Sergio Mayer Mori per Un padre no tan padre | Millor revelació femenina Silvia Pinal - Diana Elizabeth Torres per Sushi a la mexicana ⭐ - Mara Escalante per ¿Qué culpa tiene el niño? - Inés de Tavira per El alien y yo - Andrea Verdeja per Jirón de niebla - Regina Blandón per La niña de la mina |
| Millor actor de quadre masculí - Héctor Bonilla per Treintona soltera y fantástica ⭐ - Marco Pérez per Desierto - Joaquín Cosío per Jirón de niebla - Arturo Barba per Rumbos paralelos - José María Yazpik per Mr. Pig | Millor actriu de quatre - Fernanda Castillo per Rumbos paralelos ⭐ - Mónica Huarte per Busco novio para mi mujer - Patricia Reyes Spíndola per Estar o no estar - Rosa María Bianchi per Sabrás que hacer conmigo - Angélica Aragón per Treintona soltera y fantástica |
| Millor Opera Prima - Desierto per Jonás Cuarón⭐ - Estar o no estar per Marcelo González - La delgada línea amarilla per Celso R. García - Sushi a la mexicana per Anthony Lucero | Millor fotografia - Jerónimo Rodríguez García per Estar o no estar⭐ - Damián García per Desierto - León Chiprout per Jirón de niebla - Emiliano Villanueva per La delgada línea amarilla - Guillermo Garza per Paraíso perdido - Erwin Jaquez per Rumbos paralelos |
| Millor edició - Jorge García "Porri" per La delgada línea amarilla⭐ - Jonás Cuarón per Desierto - Oscar Figueroa por Jirón de niebla - Joaquim Martí Marquès per Paraíso perdido - Anthony Lucero per Sushi a la mexicana | Millor guió - Celso R. García per La delgada línea amarilla⭐ - Jonás Cuarón y Mateo García per Desierto - Bernardo Arellano per El comienzo del tiempo - Emma Bertrán y Samara Ibrahim por Sabrás que hacer conmigo - Diego Luna y Augusto Mendoza per Mr. Pig - Anthony Lucero per Sushi a la mexicana |
| Millor música de fons - Eduardo Gamboa per Jirón de niebla⭐ - Daniel Zlotnik per La delgada línea amarilla - Rodrigo Dávila per Paraíso perdido - Rodrigo Dávila per Treintona soltera y fantástica | Millor cançó - «Rumbos paralelos» per Rumbos paralelos compositor: Rodrigo Dávila, intérprete Motel ⭐ - «Hoy que te has ido» per Busco novio para mi mujer compositor e intérprete: Paulino Monroy - «La primera vez con Lauro» per El alien y yo compositor: Rodrigo Velázquez Delgado, intérprete: Los puercos pastel - «Estar o no estar» per Estar o no estar compositor e intérprete: Fernando Cofer - «Amar de nuevo» per Un padre no tan padre compositor e intérprete: Benny Ibarra |
| Millor curtmetratge - Aire quemado per Yamil Quintana⭐ - Desaparecido per Carlos Trujano - El hombre bueno per José Luis Solís - Luz de día per Mauricio Calderón Mora - Tiempo de cosecha per Nela Fernández Gaos | Millor curtmetratge d'animació - Elena y las sombras per César Cepeda⭐ - El último suspiro per Eduardo Pichardo - Los gatos per Alejandro Ríos |
| Millor documental - Todo por la Matria per Fernando Llanos ⭐ - Bellas de noche per María José Cuevas - Derecho de playa per Jorge Díaz Sánchez - La historia negra per Andrés García Franco - Si corre o vuela...a la cazuela per Rogelio Calderón i Salomón Morales - Tempestad per Tatiana Huezo                           | Millor actuació infantil - Julián Fidalgo per Rumbos paralelos ⭐ - Santiago Torres per Rumbos paralelos - Martín Castro per El Jeremías - Alejandro Felipe por Jirón de niebla - Nina Rubín Legarreta per La vida inmoral de la pareja ideal - Kaya Jade Aguirre per Sushi a la mexicana |
| Millor pel·lícula d'animació - No concedit | Diosas especials - - Diosa de Plata per 50 anys de carrera a: José José ⭐ - Diosa de Plata per 49 anys de carrera a: César Costa ⭐ - Diosa de Plata Especial "Francisco Pina": "Llévate mis amores" ⭐ - Diosa de Plata Especial: David Pablos Sánchez, per "Las elegidas" |